# 張戒
张戒（?—?），字定复，河东绛州正平（今属山西新绛县）人。
宣和六年（1125）进士。早年擔任县令。绍兴五年被赵鼎荐為國子監丞，後擔任福建提舉官，不久召回，授以尚書兵部員外郎。紹興八年，升遷為監察御史，殿中侍御史，因反對議和，改外任；绍兴十二年罗汝辑弹劾张戒与赵鼎、岳飞等破坏和议，被停职。紹興二十七年，以左宣教郎主管台州祟道觀至終。著有《岁寒堂诗话》二卷。